# Tina Cohen-Chang
Tina Cohen-Chang er en fiktiv karakter fra FOX' musikalsk komedie-drama-serie Glee. Figuren er portrætteret af skuespilleren Jenna Ushkowitz, og har optrådt i Glee fra pilotepisoden af serien, den 19. maj 2009. Tina blev udviklet af Glee-skaberene Ryan Murphy, Brad Falchuk og Ian Brennan. I første omgang er hun en genert og usikker performer med en falsk stamme, og medlem af sangkoret "New Directions" på den fiktive William McKinley High School i Lima, Ohio, hvor tv-serien foregår.

## Historie
Tina gik til auditions til Glee klubben "New Directions" med sangen "I Kissed A Girl" af Katy Perry. Hendes første soloforestilling som en del af klubben er "Tonight" fra West Side Story. Klubmedlemmet Rachel Berry (Lea Michele) havde ønsket solo for sig selv, og forlod New Directions i protest. Tina føler sig skyldig, at hun forårsagede Rachel i at holde op, men Mr. Schuester fortsætter med at støtte hende.  I episoden "The Rhodes Not Taken", er Tina og Mercedes ude at shoppe med den nye medlem April Rhodes (Kristin Chenoweth), og Tina vises senere med mistænkeligt nyt tøj. Tina går på en date med Artie Abrams (Kevin McHale), og bekender sig til ham, at hun har foregivet at have sin talefejl siden sjette klasse, og forklarer sig som en frygteligt genert pige, og havde dermed et ønske om at drive andre væk. Men hun siger, at eftersom hun har sluttet sig til koret, ønsker hun ikke længere at "have" sin talefejl. Artie, en paraplegiker, bliver ked af at hun løj for ham, da han havde troet, at de havde en forbindelse.  I episoden "Hairography",tildeles Tina en ledende vokal i sangen "True Colors". 